# Nellosanoides
Nellosanoides (лат.) — род мельчайших жуков из семейства перокрылки (Ptiliidae). Австралия.

## Описание
Жуки микроскопического размера. Длина тела менее 1 мм (0,55 мм). От близких таксонов отличаются морфологией мезостернального выступа между средними тазиками и следующими признаками: проторакс в 1,4 раза шире своей длины, формула мембранных щетинок заднего крыла 11+52+22, усики 11-члениковые (третий сегмент короче в длину, чем сегменты IV и V вместе взятые), плевральная область проторокса без дермальных желёз, область между средними тазиками занята мезостернальным выступом. Тело вытянутое, овально-цилиндрическое; коричневого цвета.
Относится к трибе Nanosellini, включающей самых мелких жуков мировой фауны (Nanosella fungi и Scydosella musawasensis).